# Mélancolie ouvrière
Pour plus de détails, voir Fiche technique et Distribution.
Mélancolie ouvrière est un téléfilm français réalisé par Gérard Mordillat et diffusé en 2018. Il est adapté du livre homonyme de l'historienne Michelle Perrot, publié en 2012.

## Synopsis
Lucie Baud (1870-1913) est une ouvrière en soie dans le Dauphiné. Elle mène des grèves à Vizille et à Voiron.

## Fiche technique
- Titre : Mélancolie ouvrière
- Réalisation et scénario : Gérard Mordillat, d'après le livre homonyme de Michelle Perrot
- Musique : Jean-Claude Petit
- Photographie : François Catonné
- Son : Dominique Davy
- Montage : Sophie Rouffio
- Production : Jean-Pierre Guérin
- Sociétés de production : JPG Films et Arte France Cinéma
- Société de distribution : Les Mutins de Pangée (DVD et VOD)[1]
- Pays de production :  France
- Langue originale : français
- Format : couleur
- Dates de première diffusion : 
  - France : février 2018 (Festival des créations télévisuelles de Luchon ; compétition officielle) ; 24 août 2018 (sur Arte)

## Distribution
- Virginie Ledoyen : Lucie Baud
- Philippe Torreton : Charles Auda
- François Cluzet : Pierre Baud
- François Morel : Émile Morel
- Alain Pralon : Léon Paris
- Marc Barbé : Duplan
- Jacques Pater : Lengliney
- Patrice Valota : Victor Renard
- Yann Epstein : Le Rat
- Jean-Damien Barbin : l'abbé Salamito
- Lorraine Mordillat : Émilie
- Victorien Liesse : Joseph
- Marianna Granci : Titina

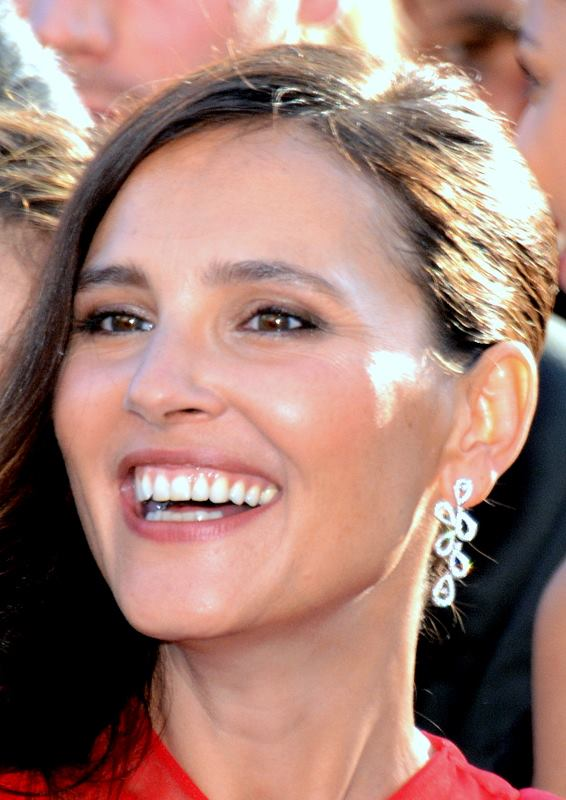
L'actrice principale Virginie Ledoyen au Festival de Cannes 2015.

- Alix Rivoire-Garcia : Lucie enfant

## Tournage
Le tournage s'étale sur le mois d'avril 2017 dans le village de Saint-Julien-Molin-Molette, puis au théâtre des Cordeliers d'Annonay. Des scènes sont également tournées à l'hôtel de ville (Salle Boissy-d'Anglas) et au musée vivarois César Filhol (anciens cachots) d'Annonay, sur les rives du lac du Ternay et à Saint-Romain-d'Ay sur le site de Notre-Dame d'Ay.
Plus de 200 habitants de Saint-Julien-Molin-Molette et des alentours ont travaillé comme figurants[réf. nécessaire].

## Réalité et fiction
La réalité historique est plus féministe que le film : c’est juste après le décès de son mari que Lucie fonde le syndicat des ouvriers et ouvrières en soierie du canton de Vizille et devient déléguée syndicale. Et c’est à ce titre qu’elle est invitée au Congrès de Reims de 1904. C’est avec d’autres femmes qu’elle déclenche et mène la grève de Vizille en 1905. Dans le film son poste de déléguée et la participation au Congrès sont les cadeaux d’un syndicaliste amoureux.